# Nanmo (köpinghuvudort i Kina, Jiangsu Sheng, lat 32,59, long 120,28)
Nanmo är en köpinghuvudort i Kina. Den ligger i provinsen Jiangsu, i den östra delen av landet, omkring 150 kilometer nordost om provinshuvudstaden Nanjing. Antalet invånare är 48 327. Befolkningen består av 25 887 kvinnor och 22 440 män. Barn under 15 år utgör 9,0 %, vuxna 15-64 år 70 %, och äldre över 65 år 20,0 %.
Runt Nanmo är det tätbefolkat, med 762 invånare per kvadratkilometer. Närmaste större samhälle är Dainan, 19,4 km nordväst om Nanmo. Trakten runt Nanmo består till största delen av jordbruksmark.
Genomsnittlig årsnederbörd är 1 148 millimeter. Den regnigaste månaden är juli, med i genomsnitt 241 mm nederbörd, och den torraste är januari, med 30 mm nederbörd.